# La camisa negra
La Camisa negra è una canzone del chitarrista e cantautore colombiano Juanes, terzo singolo estratto dall'album Mi sangre, uscito in America Latina nel 2004. In Europa la canzone è stata lanciata come primo singolo dell'album, nel gennaio 2005.
Il brano, completamente in lingua spagnola, ha goduto di vasta popolarità, che le ha permesso di arrivare in cima alle classifiche di molti paesi, facendo ottenere a Juanes la fama mondiale. È divenuto uno dei tormentoni estivi del 2005.

## Le polemiche
La canzone, il cui titolo tradotto in italiano significa La camicia nera, ha suscitato varie controversie in Europa e specialmente in Italia, in quanto il titolo ed il testo sono stati associati alle camicie nere caratteristiche delle divise utilizzate dalla Milizia Volontaria per la Sicurezza Nazionale, corpo di gendarmeria del regime fascista guidato da Benito Mussolini; in seguito a ciò l'esecuzione della canzone in alcuni locali pubblici è stata accolta da alcuni avventori con il saluto romano, altro simbolo del fascismo, e con inni al regime. In seguito a questi episodi il network Indymedia ha proposto il boicottaggio della canzone.
In realtà, come comprensibile dal testo e come anche lo stesso autore ha spiegato nella puntata di Top of the Pops del 10 settembre 2005 andata in onda su Italia 1, la camicia nera di cui si parla nella canzone è un simbolo di lutto e viene indossata per tale motivo dal protagonista della canzone, un uomo devastato dal dolore per essere stato abbandonato dalla donna amata. I primi versi della canzone sono infatti: "Tengo la camisa negra / hoy mi amor está de luto...".

## Video musicale
Nel videoclip girato nel dicembre 2004, promozionale del brano, Juanes arriva in una città, accompagnato da due donne e un uomo più anziano. L'uomo e le due donne escono dalla macchina e l'uomo inizia a suonare la chitarra, mentre le due donne iniziano a danzare. Un'onda esce dalla chitarra. Ogni persona attraversata dall'onda ad eccezione di Juanes rimane congelata nel tempo ed esegue lo stesso movimento ripetutamente. Durante l'ultimo ritornello, l'onda inverte la direzione e le persone della città spariscono.

## Tracce
CD singolo #1
1. "La camisa negra" [Album Version] - 3:36
2. "La camisa negra" [Remix por Toy Hernández] - 4:36

CD singolo #2
1. "La camisa negra" [Album Version] - 3:36
2. "La camisa negra" [Sonidero Nacional Remix] - 3:6

Maxi singolo (24 luglio 2005)
1. "La camisa negra" [Album Version] - 3:36
2. "La camisa negra" [Sonidero Nacional Remix] - 3:36
3. "Fotografía" [feat. Nelly Furtado] - 3:58
4. "La camisa negra" [Video] [Bonus]
5. An Introduction to Juanes [Bonus]

## Classifiche

### Classifiche settimanali
| Classifica (2005)           | Posizione massima |
| --------------------------- | ----------------- |
| Austria                     | 1                 |
| Belgio (Fiandre)            | 3                 |
| Belgio (Vallonia)           | 1                 |
| Finlandia                   | 7                 |
| Francia                     | 1                 |
| Germania                    | 1                 |
| Italia                      | 1                 |
| Norvegia                    | 9                 |
| Paesi Bassi                 | 3                 |
| Regno Unito                 | 32                |
| Spagna                      | 1                 |
| Stati Uniti                 | 89                |
| Stati Uniti Latin Pop Songs | 1                 |
| Svezia                      | 27                |
| Svizzera                    | 1                 |

### Classifiche di fine anno
| Classifica (2024) | Posizione |
| ----------------- | --------- |
| Kazakistan        | 89        |